# 西原理恵子の人生画力対決
『西原理恵子の人生画力対決』（さいばらりえこのじんせいがりょくたいけつ）は西原理恵子による日本の漫画。『ビッグコミックスペリオール』（小学館）に2009年9号から2014年18号まで連載。巻末にオールカラー4ページ掲載されていた。

## 概要
画力が無いとされている西原理恵子がゲストに有名漫画家を招き、お題に沿ったイラストを描いて対決するライブをロフトプラスワンなどで開催（レストラン等での非公開対決の回もある）。その模様を漫画化したものである。対決相手の漫画家は独特な画風ゆえに汎用性が無い場合や、よく知らないものを無理矢理描くことになった場合、とんでもないイラストを仕上げることがある。また画力対決時の写真が毎巻末に掲載されているが、相手の写真が掲載されない回が複数ある（6巻収録の対小栗左多里・瀧波ユカリ・松本ぷりっつ編〈ライブでの対決〉や対羽海野チカ編〈非公開対決〉等。また7巻の対清野とおる編では彼の顔のみ塗りつぶされた写真が掲載されている）。
本作の原型になったのは2003年に発売されたムック『西原理恵子の人生一年生2号』（小学館）収録の『しりあがり寿×西原理恵子　画力対決七番勝負』と思われ、しりあがり寿は本作連載開始時と最終回にも登場している。
連載が進むにつれ対決相手が枯渇してくると、西原の身辺雑記や紀行的な内容で埋められることも多くなったため、その身辺雑記の延長で、本作終了後に「ダーリンは70歳」の連載が始まった。連載各話の最後には「きっとつづく」と記載されており、予告なしに休載することもあった。
画力対決のライブは2014年6月28日に大阪のロフトプラスワン・ ウエストで開催された「THE FINAL」が最終回となった。

## 主な登場人物
西原理恵子
本作の作者で、様々な漫画家達と画力対決を繰り広げる。その一方で3・4巻収録の「理論社とわたくし」で『この世でいちばん大事な「カネ」の話』の印税が（理論社倒産で）回収不能になったことが判明しそのショックを対決本編でも引きずっていたり、2巻の須藤真澄・くるねこ大和戦では彼女らに感化され（自宅で飼いだした）猫たちの様子をネタにしたりしている。
八巻和弘
担当編集者でライブイベントでは司会を担当。西原のデビュー作『ちくろ幼稚園』からずっと交流が続いていて、5巻収録の「白馬の王子様編」で（画力対決に限界を感じていた西原の意に反して）連載延長を成功させる程に熱意にあふれている。
高須克弥
西原の交際相手としてしばしば登場。浮世離れした金持ちエピソードが描かれるほか、人脈も豊富で、6巻では対決相手としてボブ・サップを紹介し、実現している。7巻収録の「ホリエモンSPECIAL」（ライブドア事件で服役した堀江貴文・脱税事件で服役した石井和義・ボブ・サップ・高須との画力対決）ではなぜか「前科者」の堀江・石井と近い様に書かれていた。
岩井志麻子
画力対決には関係ないが、西原の友人としてエピソードがしばしば挿入される。口元の皺が強調して描かれている。
伊藤理佐
連載初期に夫妻（夫は吉田戦車）で対決に出演以降、対決相手が女性漫画家の回にサブゲストとして登場する機会が多かった。

### 対決相手

#### 第1巻
- 第1回・第2回 - しりあがり寿
- 第3回 - みうらじゅん
- 第4回・第5回 - 藤子不二雄A
- 第6回・第7回 - 国友やすゆき
- 第8回 - ちばてつや
- 第9回 - ちばてつや・高井研一郎
- 第10回 - とがしやすたか
- 第11回・第12回 - やなせたかし
- 第13回・第14回 - 江口寿史
- 第15回・第16回 - 福本伸行

#### 第2巻
- 第17回 - 吉田戦車
- 第18回 - 伊藤理佐
- 第19回 - 雁屋哲
- 第20回・第21回 - 松本零士
- 第22回〜第24回 - 須藤真澄・くるねこ大和
- 第25回 - 浦沢直樹
- 第26回 - 浦沢直樹・長崎尚志
- 第27回・第28回 - 浦沢直樹・江口寿史
- 第29回・第30回 - 竹宮恵子
- 第31回・第32回 - 若杉公徳

#### 第3巻
- 第33回・第34回 - 村上たかし
- 第35回・第36回 - 板垣恵介
- 第37回・第38回 - 東村アキコ
- 第39回 - 三田紀房
- 第41回 - 国友やすゆき
- 第42回 - かざま鋭二
- 第43回 - 福本伸行
- 第46回・第47回 - 里中満智子

#### 第4巻
- 第50回・第51回 - かわぐちかいじ
- 第52回・第53回 - 寺田克也
- 第54回・第55回 - 石塚真一
- 第56回 - かわぐちかいじ・寺田克也・石塚真一
- 第57回・第58回 - ヤマザキマリ
- 第59回・第60回 - コンドウアキ
- 第61回・第62回 - 浅野いにお
- 第63回・第64回 - 花沢健吾

#### 第5巻
- 第65回 - 高井研一郎
- 第66回 - さいとう・たかを
- 第67回・第68回 - 山口晃
- 第69回〜第72回 - 島本和彦・藤田和日郎
- 第73回 - 島本和彦・藤田和日郎・ヤマザキマリ
- 第75回・第76回 - 安彦良和
- 第77回〜第79回 - 安彦良和・福本伸行・板垣恵介・吉田戦車・伊藤理佐・ヤマザキマリ・藤田和日郎

#### 第6巻
- 第81回〜第85回 - 小栗左多里・瀧波ユカリ・松本ぷりっつ
- 第86回〜第90回 - 森川ジョージ・藤沢とおる・山田貴敏
- 第91回〜第93回 - 羽海野チカ
- 第94回・第95回 - ボブ・サップ

#### 第7巻
- 第97回〜第99回 - 青山剛昌
- 第100回〜第102回 - 二ノ宮知子
- 第103回〜第105回 - 堀江貴文・石井和義・ボブ・サップ
- 第108回・第109回 - 清野とおる
- 第110回〜第112回 - 山本直樹・田中圭一・えびはら武司

#### 第8巻
- 第114回・第115回 - 小林まこと
- 第116回・第117回 - 河原和音・アルコ
- 第120回・第121回 - 萩尾望都
- 第122回・第123回 - 萩尾望都・ヤマザキマリ・伊藤理佐
- 第126回 - しりあがり寿
- 第127回 - しりあがり寿・鈴木みそ・長尾謙一郎
- 第128回 - しりあがり寿・鈴木みそ・長尾謙一郎・村上たかし・葉月京・森川ジョージ

## 書誌情報
- 西原理恵子 『西原理恵子の人生画力対決』 小学館、全8巻
  1. 第1巻 2010年3月17日発売 ISBN 978-4-09-179075-0
  2. 第2巻 2010年9月13日発売 ISBN 978-4-09-179110-8
  3. 第3巻 2011年11月30日発売 ISBN 978-4-09-179128-3
  4. 第4巻 2011年12月20日発売 ISBN 978-4-09-179129-0
  5. 第5巻 2013年1月23日発売 ISBN 978-4-09-179179-5
  6. 第6巻 2013年10月23日発売 ISBN 978-4-09-179193-1
  7. 第7巻 2014年6月30日発売 ISBN 978-4-09-179197-9
  8. 第8巻 2014年11月28日発売 ISBN 978-4-09-179199-3